# Widodaren (Petarukan)
Widodaren is een bestuurslaag in het regentschap Pemalang van de provincie Midden-Java, Indonesië. Widodaren telt 7720 inwoners (volkstelling 2010).